# Fourmilion parisien
Euroleon nostras
Espèce
Le fourmilion parisien (Euroleon nostras) est une espèce d'insectes névroptères de la famille des myrméléontidés que l'on trouve en Europe continentale, au nord jusqu'en Suède du Sud et à l'est jusqu'au Caucase, et dans certaines zones du Maroc. C'est une espèce commune, devenant plus rare au bord de son aire de distribution. Elle vit jusqu'à 1 500 mètres d'altitude.

## Description
Ce fourmilion mesure de 40 à 55 millimètres de longueur avec un corps allongé et mince (comme celui des libellules), de couleur noir brunâtre. Ses antennes en massue sont renflées à l'extrémité. Ses ailes sont repliées au repos sur l'abdomen. Ses nervures longitudinales sont ramifiées au bout.
Cet insecte est actif la nuit.

## Écologie
Sa vie larvaire dure deux ans. La larve mesure environ 10 millimètres de longueur et marche à reculons. Il est fréquent de la trouver en été dans des sols sableux abrités près des murs des maisons ou dans les bois clairs. Elle attend ses proies (souvent des fourmis) au fond d'un trou en entonnoir qu'elle a creusé en spirales dans du sable sec. Arrivée à maturité, la larve tisse un cocon recouvert de grains de sable puis s'y nymphose. Vers la fin du mois d'août l'adulte émerge et commence à voler au crépuscule. La courte vie de l'adulte est consacrée à la reproduction.

## Habitat
Ce fourmilion est commun dans les bois clairs et les jardins où la larve peut élaborer son piège dans des terres sablonneuses. Il est également commun en zone urbaine, ou l'on trouve souvent de  grandes populations sous des abris artificiels comme des ponts d'autoroutes.

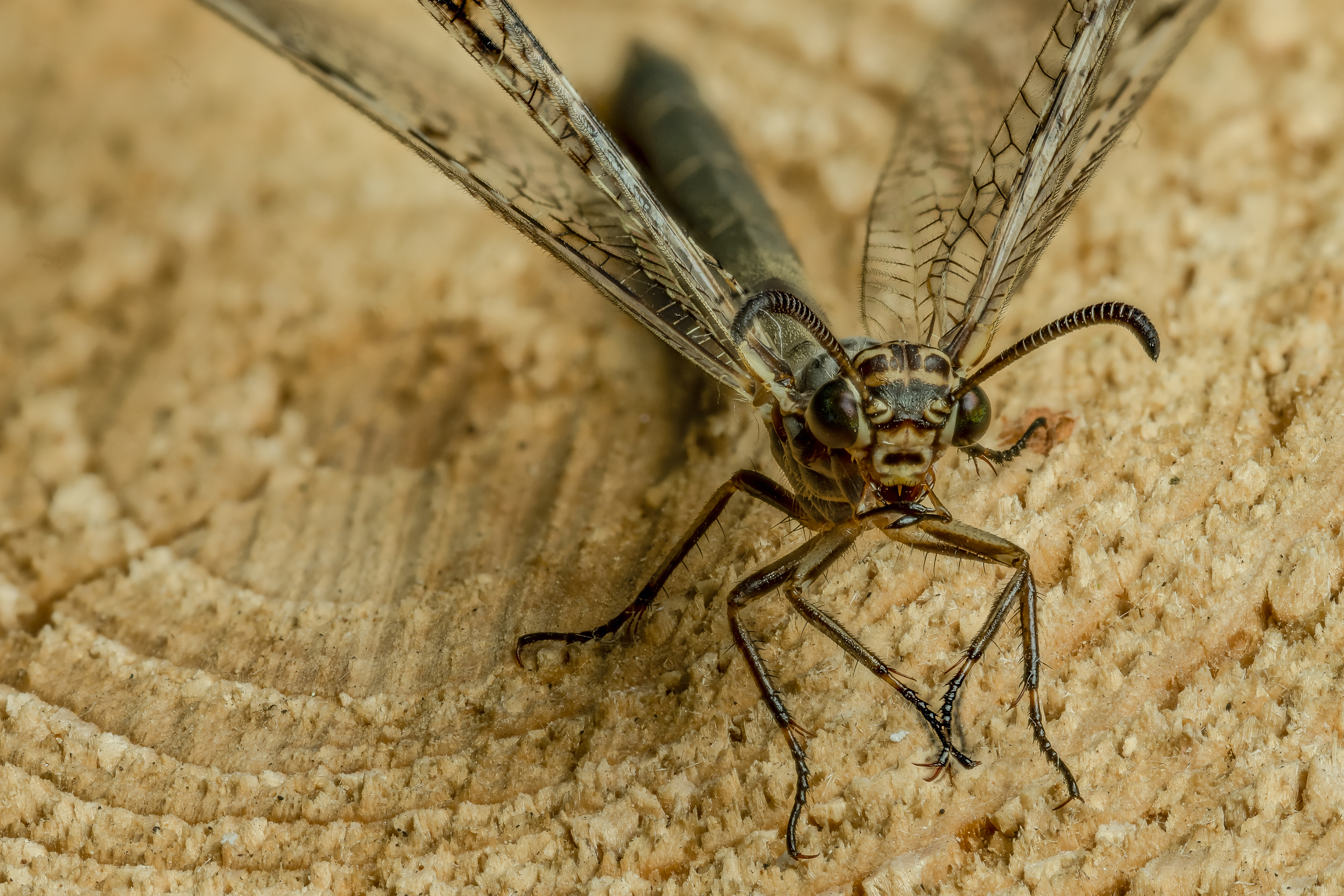
Vue frontale
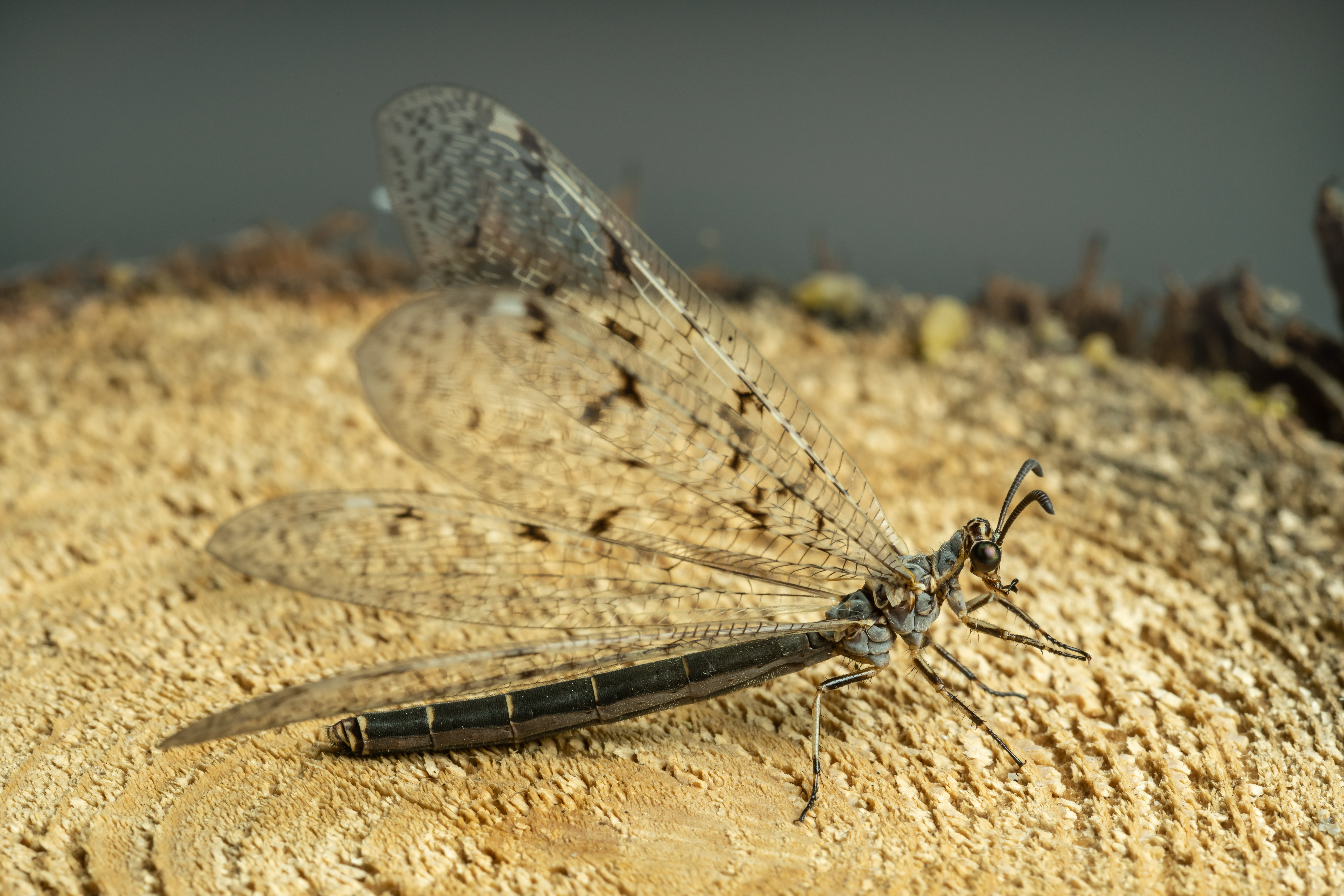
Vue laterale
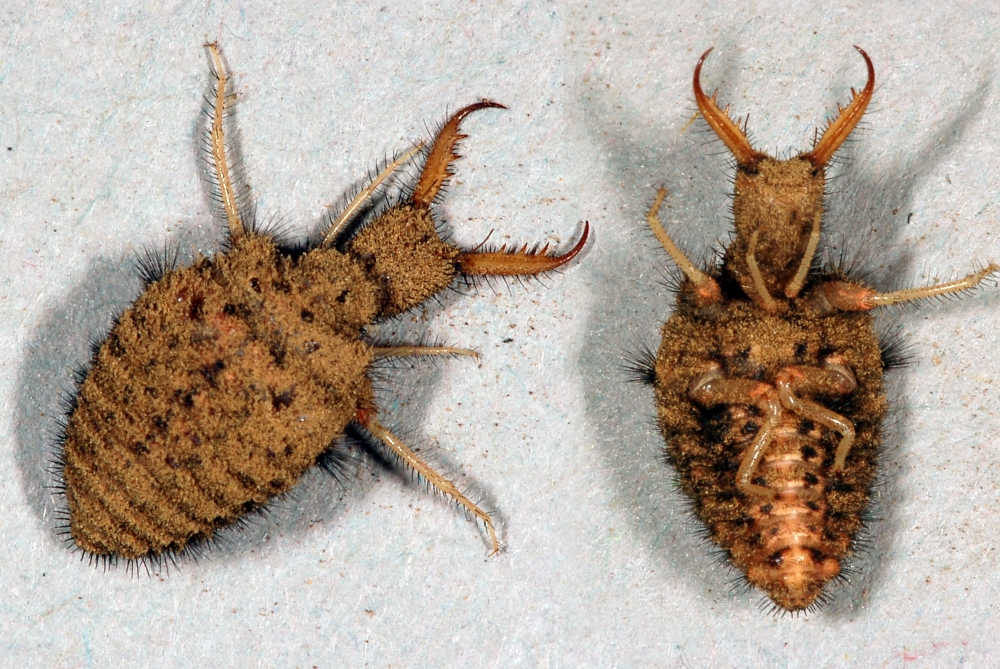
Larve du fourmilion parisien
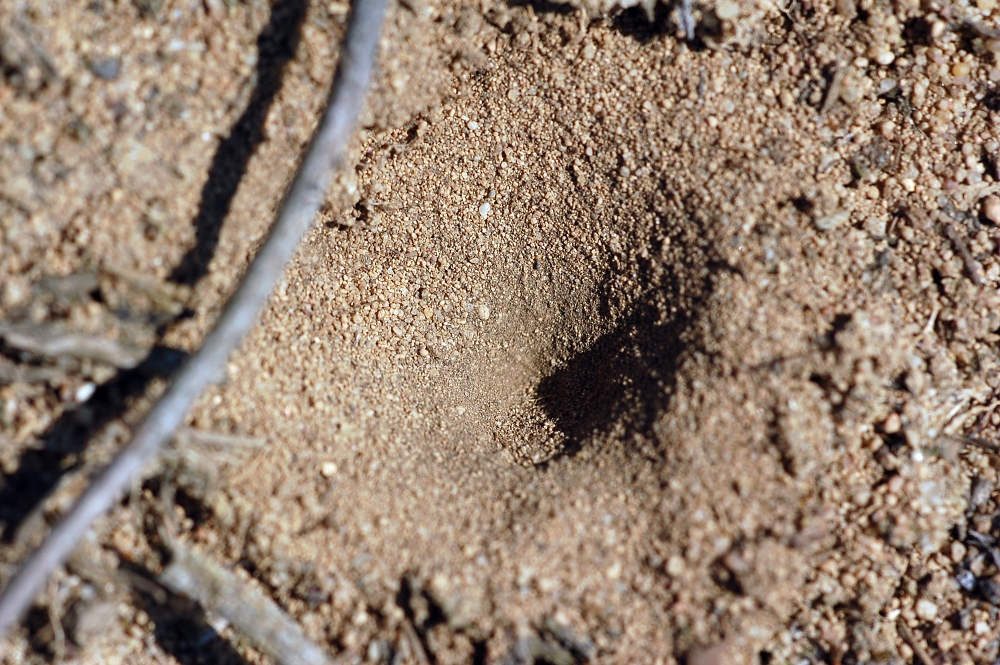
Trou en entonnoir creusé par la larve
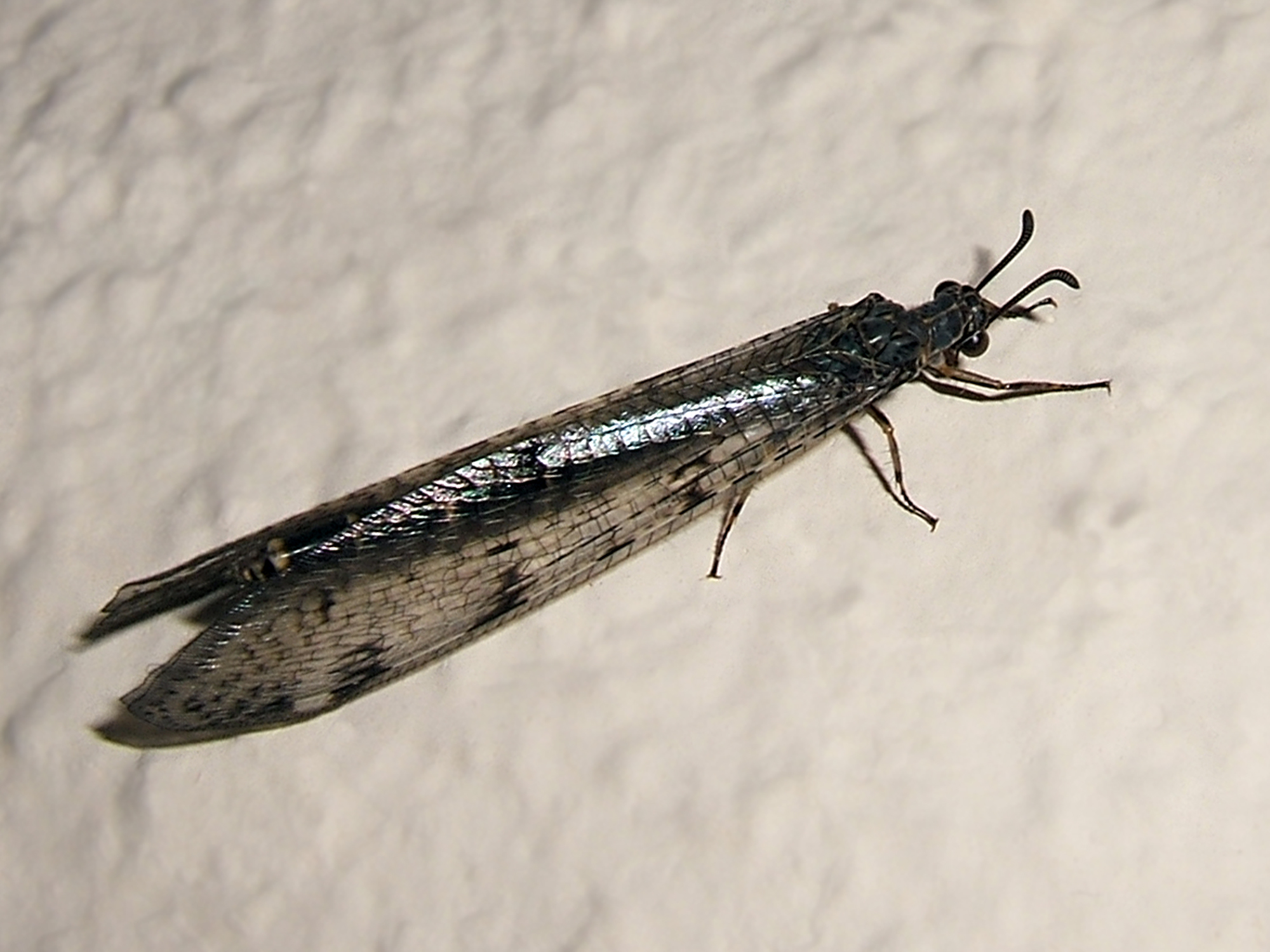
Fourmilion parisien adulte, les ailes repliées
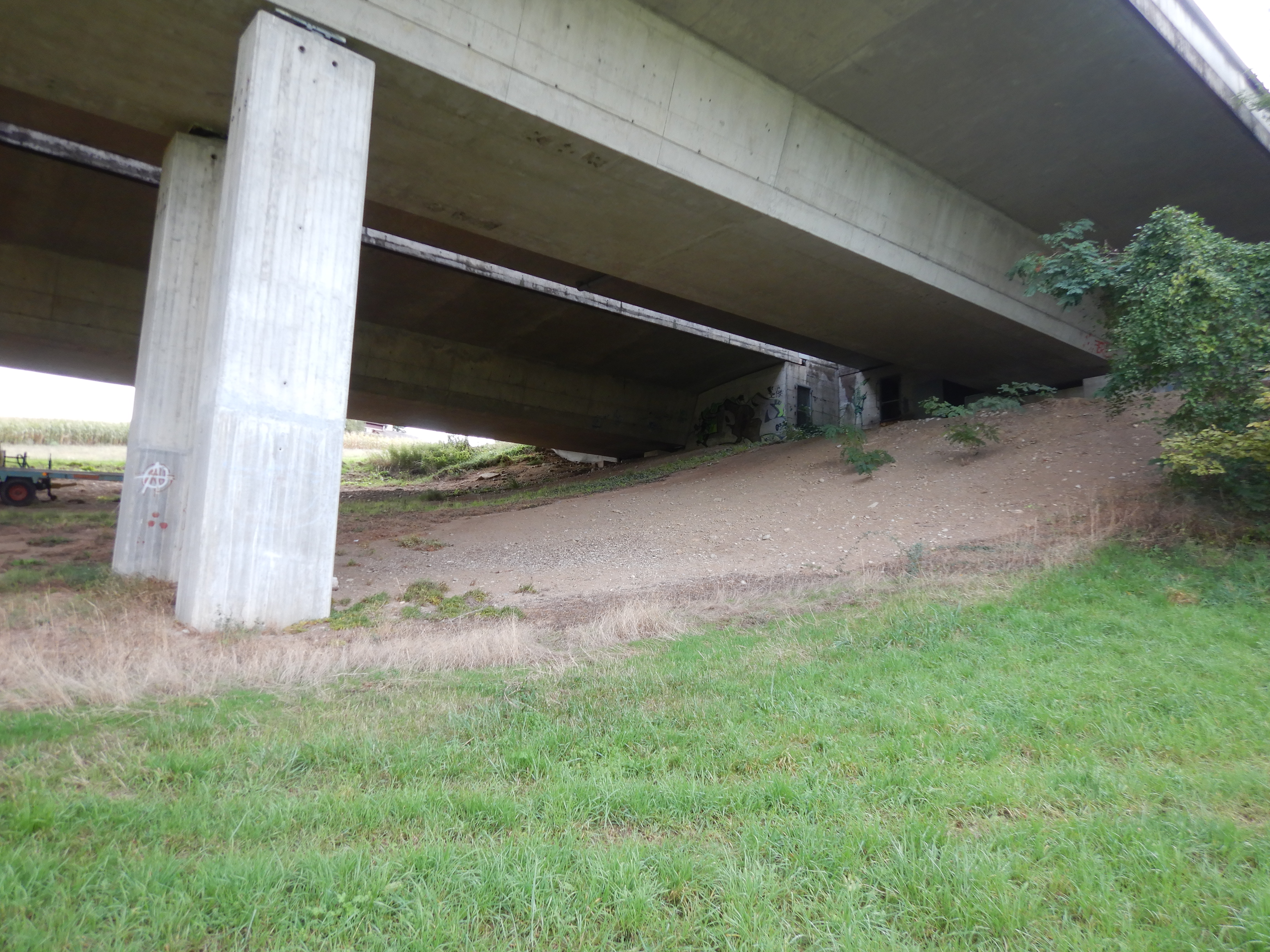
Habitat en zone urbaine
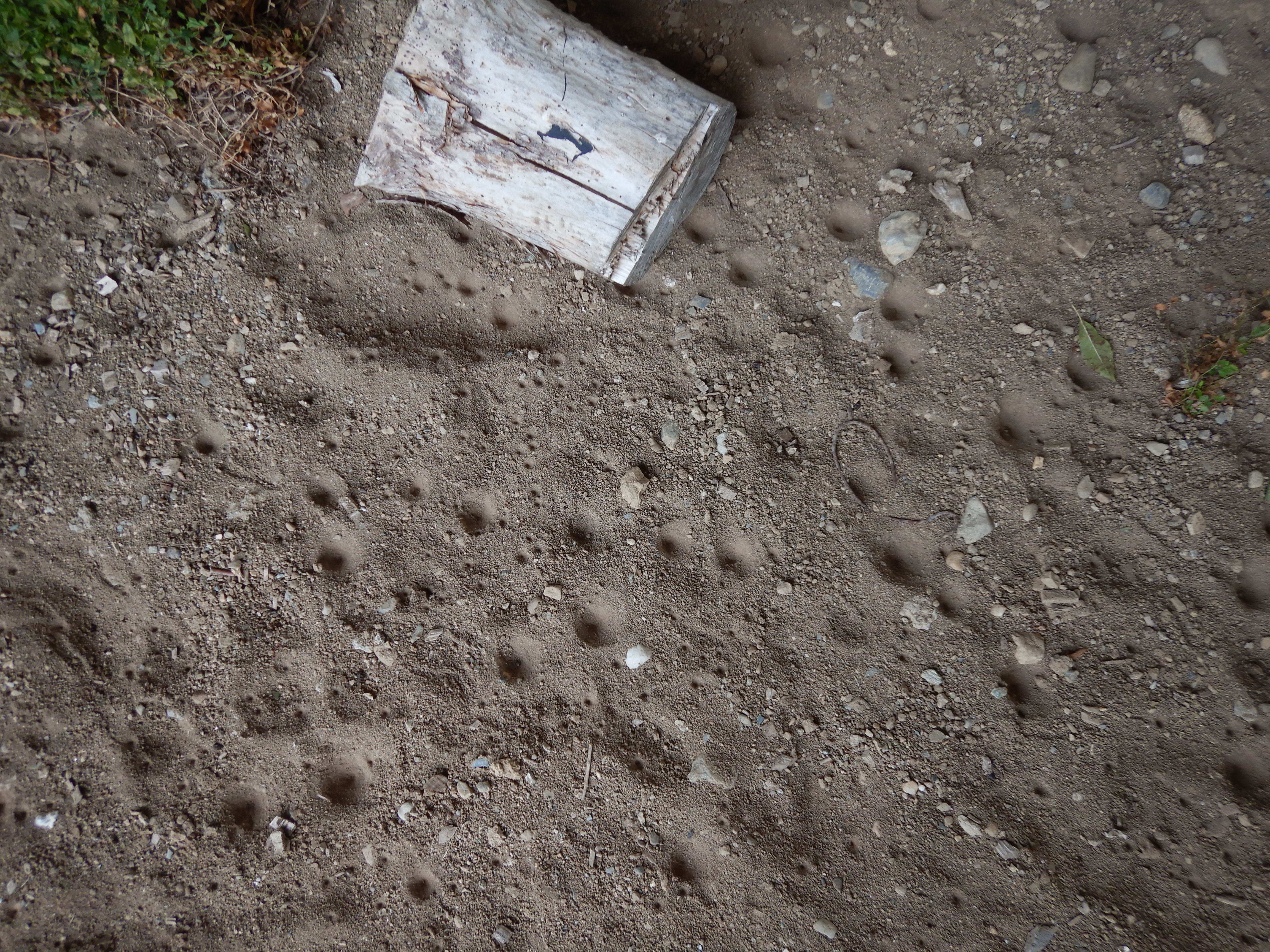
Entonnoirs de fourmilions parisiens sous pont d'autoroute